# 쿠르트 코흐

쿠르트 코흐 추기경의 문장

쿠르트 코흐(독일어: Kurt Koch, 1950년 3월 15일 - )는 스위스의 로마 가톨릭교회 추기경이다. 2010년 7월 1일 이후 현재 교황청 그리스도인일치촉진평의회 의장을 지내고 있다.